# Michael Che
Michael Che Campbell, född den 19 maj 1983 i Manhattan, New York, är en amerikansk komiker och manusförfattare. Han har medverkat som nyhetsankare i humorprogrammet Saturday Night Live tillsammans med Colin Jost sedan 2014. År 2013 anställdes han som manusförfattare för programmet och mellan 2017 och 2022 var Che och Jost programmets huvudsakliga manusförfattare. Tillsammans programledde de Emmy Awards 2018.
Michael Che växte upp i Lower East Side som yngst av sju syskon. Hans far namngav honom efter den kubanska revolutionären Che Guevara.
Han inledde sin karriär som ståuppkomiker 2009. År 2012 medverkade han i The Late Show with David Letterman.